# Internazionali Femminili di Palermo 1992
Gli Internazionali Femminili di Palermo 1992 sono stati un torneo femminile di tennis giocato sulla terra rossa.
È la 5ª edizione degli Internazionali Femminili di Palermo, che fa parte della categoria Tier IV nell'ambito del WTA Tour 1992. Si è giocato a Palermo in Italia, dal 6 al 12 luglio 1992.

## Campionesse

### Singolare
Mary Pierce ha battuto in finale  Brenda Schultz con il punteggio di 6–1, 6–7, 6–1

### Doppio
Halle Cioffi /  María José Gaidano hanno battuto in finale  Petra Langrová /  Ana Segura con il punteggio di 6–3, 4–6, 6–3